# Aleh Dubizki
Aleh Wiktarawitsch Dubizki (belarussisch Алег Віктаравіч Дубіцкі, international nach englischer Umschrift Aleh Dubitski; * 19. Oktober 1990) ist ein belarussischer Hammerwerfer.

## Karriere
Aleh Dubizki nahm 2007 bei den Leichtathletik-Jugendweltmeisterschaften im tschechischen Ostrava erstmals an einem bedeutenderen internationalen Wettbewerb teil, den er mit einer persönlichen Bestleistung von 71,83 m (5-kg-Hammer) als Achter beendete.
Ein Jahr später trat Dubizki bei den Leichtathletik-Juniorenweltmeisterschaften in Bydgoszcz, Polen, an, wo ihm 75,42 m (6-kg-Hammer) zum Gewinn der Bronzemedaille verhalfen.
2009 stellte sich Dubizki bei den Leichtathletik-Junioreneuropameisterschaften im serbischen Novi Sad erneut zum Wettkampf. Mit geworfenen 74,47 m (6-kg-Hammer) positionierte er sich schließlich auf Rang fünf.
Nachdem Dubizki 2010 fast ausschließlich auf nationaler Ebene tätig war, sicherte es sich bei den Leichtathletik-U23-Europameisterschaften 2011 in Ostrava, Tschechien, mit 72,52 m den Bronzerang.
Von 2012 bis 2014 beinahe ausnahmslos innerhalb von Belarus aktiv, schleuderte Dubizki den Hammer bei der Leichtathletik-Team-Europameisterschaft 2015 im russischen Tscheboksary 72,83 m weit und sich auf den sechsten Platz.
Beim Wurf-Europacup 2016 im rumänischen Arad wurde Dubizki mit 71,00 m Siebter.
2018 konnte sich Dubizki mit erzielten 74,74 m in Minsk als belarussischer Meister im Hammerwurf feiern lassen.